# Powściągliwość i Praca
Powściągliwość i Praca – polskie czasopismo wydawane jako miesięcznik w latach 1898–2006 (z przerwami) przez zgromadzenie michalitów. Założycielem pisma był bł. ks. Bronisław Markiewicz (zm. 1912, bł. w 2005), michalita (i założyciel zgromadzenia) z Miejsca Piastowego.

## Historia pisma
W 1892 r. bł. ks. Bronisław Markiewicz przybył do Miejsca Piastowego. W lipcu 1898 r. wydał pierwszy numer miesięcznika Powściągliwość i Praca. Umieścił w nim artykuły o treści katechetycznej (min. cykl Nasze gwiazdy przewodnie prezentujące sylwetki różnych świętych), pedagogicznej, społecznej i kulturalnej.
Miesięcznik szybko stał się bardzo popularnym i poczytnym pismem. Rozchodził się w całej ówczesnej Galicji, a także w Królestwie Kongresowym, i w zaborze pruskim, a nawet docierał do Polonii w Ameryce. Nakład periodyku osiągnął liczbę 9 tysięcy egzemplarzy. I wojna światowa wstrzymała na pewien czas wydawanie tego pisma. Pismo zostało wznowione w 1925 r.
II wojna światowa i powojenne warunki polityczne w Polsce, sprawiły, że michalicki miesięcznik przestał się ukazywać. Podejmowano próby symbolicznego wydawania pisma. W styczniu 1966 roku ks. Franciszek Malicki rozpoczął wydawanie Powściągliwości i Pracy w maszynopisie do użytku wewnętrznego, zaś od początku lat 70. XX w. do roku 1974 pismo w tej samej postaci redagował ks. Wojciech Zięba. Następnie, z inicjatywy ks. Waleriana Moroza, ukazywało się w małym nakładzie.
Starania o wznowienie miesięcznika trwały nieustannie. Wiele profetycznego uporu wykazał w tym względzie zarząd Zgromadzenia pod wodzą przełożonego generalnego ks. Aleksandra Ogrodnika. Wysiłki zostały uwieńczone sukcesem z końcem stanu wojennego. Zezwolenie na wznowienie edycji Powściągliwości i Pracy wydał, po ustaleniach wspólnej Komisji Kościelno-Rządowej, pismem z dnia 30 grudnia 1982 r. Główny Urząd Kontroli Publikacji i Widowisk w Warszawie. Nieco później, bo 22 kwietnia 1983 r., ówczesny asystent generalny, ks. Walerian Moroz, pismem Ministerstwa Kultury i Sztuki, uzyskał pozwolenie na prowadzenie działalności wydawniczej.
Pierwszy numer wskrzeszonej Powściągliwości i Pracy, pod redakcją ks. Waleriana Moroza, ukazał się w 30 tysięcznym nakładzie we wrześniu 1983 roku. Od samego początku we wznowionym miesięczniku wyjątkową rolę i pracę wykonywał, dziś już nieżyjący, zastępca redaktora naczelnego Jan Leon Śpiewak. W latach 80. w piśmie znalazło zatrudnienie wielu represjonowanych przez władze komunistyczne dziennikarzy (m.in. Jacek Żakowski) i opozycjonistów.
Od września 1984 roku redaktorem naczelnym został ks. Jan Chrapek. Jego zasługą było stworzenie w michalickim periodyku zespołu redaktorów i zorganizowanie wokół niego środowiska ludzi kultury. Po wyborze ks. Jana Chrapka, w lipcu 1986 r. na przełożonego generalnego Zgromadzenia św. Michała Archanioła, redaktorem naczelnym miesięcznika został ks. Mieczysław Gladysz. Od października 1999 r. do sierpnia 2001 roku funkcję redaktora naczelnego sprawował ks. Tadeusz Musz. Od tego czasu redaktorem naczelnym był ks. Sylwester Łącki. Powściągliwość i Praca rozchodziła się w nakładzie ok. 10 tysięcy egzemplarzy wśród czytelników krajowych i zagranicznych.
Z powodu trwającego już od kilku lat spadku nakładu miesięcznika Powściągliwość i Praca – decyzją przełożonego generalnego ks. Kazimierza Radzika CSMA oraz Rady Generalnej Zgromadzenia Świętego Michała Archanioła – wydawanie pisma zostało zawieszone na czas nieokreślony. W tym czasie zarząd Zgromadzenia Św. Michała Archanioła podjął działania zmierzające do wypracowania nowego profilu pisma, sposobu jego finansowania i kolportażu.
Prezesem Towarzystwa Powściągliwość i Praca jest ks. Piotr Prusakiewicz.